# Cartierul Tache din Bacău
Tache este unul din cele 11 cartiere al municipiului Bacău. Se află în sudul orașului, lângă cartierele C.F.R., Cornișa și Republicii.